# МО ЛКАО
МО ЛКАО (молекулярная орбиталь — линейная комбинация атомных орбиталей) или МО ЛКБФ (молекулярная орбиталь — линейная комбинация базисных функций) — простейший метод определения волновых функций молекулярных орбиталей. Рассматривает волновые функции молекулярных орбиталей как линейные комбинации волновых функций атомных орбиталей. Для точного определения волновой функции молекулярной орбитали необходимо решить сложную даже для простейших молекул задачу о движении одного электрона в самосогласованном поле, создаваемым атомными ядрами и остальными электронами всех атомов, входящих в молекулу. Поэтому в методе МО ЛКАО используются упрощающие исходную задачу предположения.

## Предположения
Для волновых функций молекулярных орбиталей {\displaystyle \psi _{\mu }} и их энергий {\displaystyle \epsilon _{\mu }}
справедливо уравнение Шредингера
{\displaystyle f\psi _{\mu }=\epsilon _{\mu }\psi _{\mu }}(1)
Рассматриваются только валентные электроны. Атомы считаются изолированными. Влияние всех остальных электронов учитывается в величине эффективного заряда при определении волновых функций атомных орбиталей. В эффективном одноэлектронном операторе Гамильтона {\displaystyle f=-{\frac {{\hbar }^{2}}{2m_{e}}}{\nabla }^{2}+U(q)} эффективный потенциал {\displaystyle U(q)} молекулы равен сумме потенциалов атомов. Потенциалы атомов экспоненциально убывают с ростом расстояния от ядер атомов и не зависят от других атомов в молекуле. Потенциал атома складывается из экранированного внутренними электронами потенциала ядра и эффективного потенциала отталкивания между электронами. Полная энергия равна сумме энергий валентных электронов атомов. Волновые функции молекулярных орбит при решении уравнения Шредингера представляют в базисе волновых функций атомных орбит. Для нахождения собственных векторов {\displaystyle \psi _{\mu }} и собственных значений {\displaystyle \epsilon _{\mu }} уравнения Шредингера {\displaystyle (1)} необходимо диагонализировать матрицу оператора {\displaystyle f}
в базисе векторов волновых функций атомных орбиталей {\displaystyle |\chi \rangle } путём решения следующего уравнения:
{\displaystyle \sum _{q}(F_{pq}-\epsilon _{\mu }S_{pq})c_{p\mu }=0},(2)
где: {\displaystyle F_{pq}=\langle \chi _{p}|f|\chi _{q}\rangle }, {\displaystyle S_{pq}=\langle \chi _{p}|\chi _{q}\rangle }.
Величины {\displaystyle S_{pq}} и {\displaystyle F_{pq}} вычисляются исходя из волновых функций атомных орбиталей
{\displaystyle S_{pq}=\int {\overline {\chi }}_{p}\chi _{q}dq},
{\displaystyle F_{pq}=\int {\overline {\chi }}_{p}f\chi _{q}dq}.
Для {\displaystyle F_{pq}} можно ввести параметры, подбираемые из опыта:
{\displaystyle \alpha _{p}=F_{pp}} и {\displaystyle \beta _{pq}=F_{pq}}.
Из решения уравнения {\displaystyle (2)} энергии молекулярных орбит {\displaystyle \epsilon _{\mu }}
и {\displaystyle c_{p\mu }} получаются как функции параметров {\displaystyle \alpha _{p}} и {\displaystyle \beta _{pq}}.
Собственные значения {\displaystyle \epsilon _{\mu }} находят из уравнения
{\displaystyle |F-\epsilon _{mu}S|=0}.
Представление волновых функций молекулярных орбиталей {\displaystyle \psi _{\mu }} в базисе волновых функций атомных орбиталей {\displaystyle \chi _{p}} имеет вид:
{\displaystyle \psi _{\mu }=\sum _{p}c_{p\mu }\chi _{p}}.